# 金融反垄断
金融反垄断（英文：Financial Anti-Monopoly或者Financial Anti-Trust）是国际组织或者国家金融当局出于维护金融市场竞争和保护投资者、金融消费者合法权益的考虑，对于金融产业结构集中、金融机构实施的垄断行为、以及行政部门实施的不正当金融垄断行为依法进行的规制或者调整。

## 中国的金融反垄断
在中国大陆首先较为系统地提出金融反垄断概念的是在“East Asia Law Review (USA)”发表的论文“中国金融反垄断规制初探——兼论中国人民银行职能创新 (A First Exploration of China's Antitrust Regulations: A Discussion of the Creative Function of the People's Bank of China)”，该文正式开启了对金融反垄断的探索。相关学者继续深入研究金融反垄断问题，但是考虑到中国的金融机构脱胎于监管当局，至今仍与监管当局保持着千丝万缕的联系，提及金融反垄断必然会触动既得利益者，所以，调整了思路，将金融反垄断演化为金融竞争制度和金融竞争性监管，并就金融竞争制度的内涵理论结合实际进行了一些探讨。2009年全国两会期间，全国人大代表、人行昆明中支行长杨小平先生向全国人大提交了“反思金融危机 完善竞争性监管”的建议。2011年，杨小平先生向全国人大提交了“建立金融竞争制度 保障金融消费者权益”。2012年3月28日，中国国务院召开会议，决定设立“温州市金融综合改革试验区”。4月1日至3日，温家宝总理在广西和福建调研时指出，“民营资本进入金融领域就是要打破垄断”，“中央已统一思想打破银行垄断”。有学者认为，这是在国家层面谈论金融反垄断的最佳时机，于是在中共中央党校《学习时报》发表了评论文章“设立温州金融试验区为金融改革探路”。